# CARIFTA Games
CARIFTA Games — ежегодные легкоатлетические соревнования среди юниоров, которые проводятся с 1972 года. Основаны при непосредственной поддержке Карибской ассоциации свободной торговли (CARIFTA), предшественником нынешнего Карибского сообщества. Традиционно проводятся в пасхальные выходные.
Инициатором проведения игр был тогдашний президент легкоатлетической ассоциации Барбадоса Остин Сили, а теперь являющийся членом МОК. Лучший спортсмен игр награждается призом имени Остина Сили.
В программу соревнований входят практически все легкоатлетические дисциплины, за исключением спортивной ходьбы и марафона. Спортсмены соревнуются по всем правилам IAAF в двух возрастных категориях, это юниоры, возраст которых от 18 до 20 лет и в возрасте 16 и 17 лет.